# 小田原ブルーウェイブリッジ

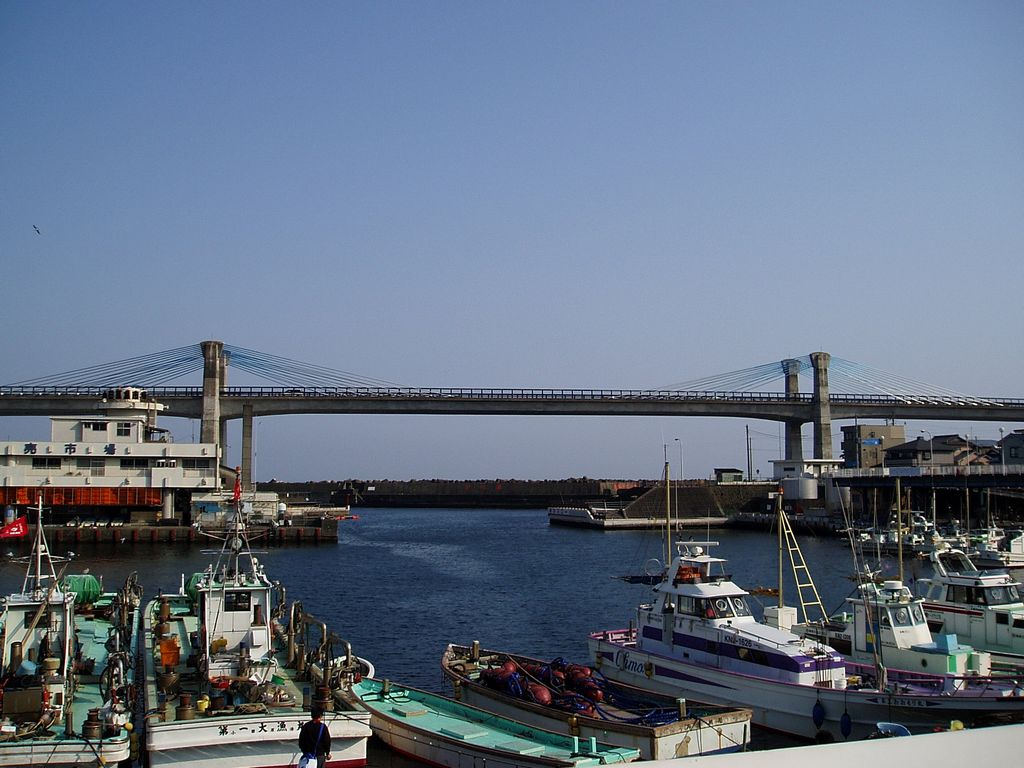
小田原ブルーウェイブリッジ

小田原ブルーウェイブリッジ（おだわらブルーウェイブリッジ）は、神奈川県小田原市の小田原漁港に架かる道路橋である。1994年に完成し、西湘バイパス石橋支線が通っている。

## 概要
エクストラドーズド橋が3径間連続した構造で、橋長は270m。架橋にあたって、当初は通常の桁橋・斜張橋も比較検討された。しかし、小田原漁港の航路限界から、桁下面の高さは20m以上にするという制限があったため、通常の桁橋は下部工の工費の増大を招くと判断され、斜張橋についても支間が短いことから経済性に難があると判断された。これらの理由からエクストラドーズド橋が採用されたもので、これは世界初の採用例とされている。
橋の名前は市民から公募し、4,758通の応募の中から「小田原ブルーウェイブリッジ」に決定された。この橋が神奈川県西部の相模湾の美しい青い海に通ずる道となり、また小田原のランドマークになるという意味が込められているという。

### 諸元
- 種別 - プレストレスト・コンクリート道路橋
- 形式 - エクストラドーズド橋
- 橋長 - 270m
- 支間 - 73.3m・122m・73.3m
- 車線 - 2車線（片側1車線の対面通行）
- 活荷重 -
- 施主 - 日本道路公団
- 設計 - 株式会社日本構造橋梁研究所
- 施工 - 三井住友建設

## 隣
西湘バイパス石橋支線
早川JCT - 小田原ブルーウェイブリッジ - 石橋IC